# Lipa (Belarus)
Lipa (vitryska: Ліпа) är ett vattendrag i Belarus.   Det ligger i voblasten Homels voblast, i den östra delen av landet, 260 km sydost om huvudstaden Minsk.
Trakten runt Lіpa består till största delen av jordbruksmark. Runt Lіpa är det glesbefolkat, med 10 invånare per kvadratkilometer.